# Shire (Éthiopie)
Pour les articles homonymes, voir Shire.
Shire, également appelée Inda Selassié (« Maison de la Trinité » en tigrigna), est une ville du nord de l'Éthiopie, située dans la zone Mirabawi, dont elle est le centre administratif, dans la région du Tigré. Elle se trouve à 1 953 mètres d'altitude.

## Personnalités liées
- Dhoodaan (1941-2013), écrivain somalien y est mort.
- Debretsion Gebremichael (1956-), homme politique éthiopien.